# 張恕 (成化進士)
張恕（1452年—1508年），字希仁，順天府霸州人，軍籍，明朝政治人物。

## 生平
成化十三年（1477年）丁酉科順天府鄉試第八名舉人。成化十七年（1481年）中式辛丑科會試第一百三名，三甲第一百名進士。授山東夏津縣知縣，二十二年十月擢授南京試監察御史，次年實授南京山西道御史，丁憂服闋，弘治三年（1490年）十一月復除南京貴州道，九年赴哈密驗軍功，十二年十月升河南按察司副使，管修河事，十八年二月升雲南按察使，正德元年（1506年）十二月官南京都察院右僉都御史、提督操江，三年二月升南京工部右侍郎，七月卒于官，賜祭葬如例，家無遺財，為士論所賢。

## 家族
曾祖張思溫；祖父張恭；父張安，巡檢。母田氏。慈侍下。兄張忠。